# أكاديمية نجالا كوان الرياضية
أكاديمية نجالا كوان الرياضية (بالفرنسية: Njala Quan Sports Academy)‏ أكاديمية نجالا كوان الرياضية ، أو NQSA ، هي ناد لكرة القدم في الكاميرون. قام بتأسيس الأكاديمية السيد هنري نجالا كوان في 15 سبتمبر 2000. يلعبون حاليًا في الدوري الكاميروني لكرة القدم.